# Cumellopsis australiensis
Cumellopsis australiensis är en kräftdjursart som beskrevs av Hale 1949. Cumellopsis australiensis ingår i släktet Cumellopsis och familjen Nannastacidae. Inga underarter finns listade i Catalogue of Life.